# Notobryon wardi
Notobryon wardi is een slakkensoort uit de familie van de Scyllaeidae. De wetenschappelijke naam van de soort is voor het eerst geldig gepubliceerd in 1936 door Odhner.